# Belloqska röret
Belloqska röret är ett av den franske kirurgen J. L. Belloq (1730-1807) konstruerat instrument för införande av en tråd genom näsan bort i nässvalgrummet och ned i svalget, där tråden sedan fattas med klämmare och uttags genom munnen.
En vid tråden knuten binda kan därefter dras in i nässvalgrummet och fylla det. Metoden användes tidigare vid svåra näsblödningar. 